# Chocolate (film)
Chocolate (inaczej Chocolate: Deep Dark Secrets) – bollywoodzki thriller, którego akcja rozgrywa się w Londynie w Wigilię Bożego Narodzenia. W rolach głównych Anil Kapoor, Sunil Shetty, Arshad Warsi, Emraan Hashmi i Irfan Khan. Film z 2005 roku wyreżyserował do własnego scenariusza debiutant Vivek Agnihotri, potem autor Dhan Dhana Dhan Goal.

## Fabuła
Londyn. Boże Narodzenie. Po zuchwałej kradzieży milionów funtów i tajemniczym wybuchu na statku, policja aresztuje dwóch Indusów. U jednej z ofiar wybuchu na statku znaleziono portfel ze zdjęciem tych osób. Ich obrony podejmuje się sławny adwokat indyjski Krishan Pundit (Anil Kapoor). Próbując ustalić linię obrony wysłuchuje opowieści podejrzanych malarza Pipi (Irfan Khan) i seksownej tancerki Simran (Tanushree Dutta). Stopniowo spoza kolejnych kłamstw odsłania się przed nim coraz pełniejsza i coraz prawdziwsza historia piątki przyjaciół, pasjonatów muzyki, skuszonych okazją szybkiego zarobienia bardzo dużych pieniędzy. Ci, których ręce dotychczas dotykały instrumentów muzycznych, chwytają za broń. Trzech z nich już nie żyje. Pipi i Simran z bólem odsłaniają przed adwokatem przeszłość, która doprowadziła do śmierci szalonego Rockera (Sunil Shetty), hakera i geniusza komputerowego Chipa (Arshad Warsi) i podrywacza Deva (Emraan Hashmi).

## Obsada
- Anil Kapoor	 ... 	Adwokat Krishan Pundit
- Sunil Shetty	... 	Rocker
- Arshad Warsi	... 	Chip
- Emraan Hashmi	... 	Deva
- Irfan Khan	... 	Pipi
- Sushma Reddy	... 	Monsoon Iyer
- Tanushree Dutta	... 	Simran "Sim" Chopra
- Mumait Khan	... 	gościnnie w piosence
- Emma Bunton	... 	Anna
- Kelly Dorji	... 	Roshan Abbas
- Vishwajeet Pradhan	... 	Bilal

## Muzyka i piosenki
Muzykę do filmu skomponował Pritam Chakraborty, autor muzyki do Jab We Met, Life in a... Metro, Woh Lamhe, Hattrick (film), Just Married (film 2007), Bas Ek Pal,  Pyaar Ke Side Effects, Dhoom, Naksha, Dhoom 2, Apna Sapna Money Money, Garam Masala, Chocolate, Dhan Dhana Dhan Goal, Król z przypadku, czy Bhagam Bhag.
- Halka Halka Sa
- Zehreeli Raatein
- Jhuki Jhuki
- Mummy
- Panaahon Mein Mohabbat Ki
- Bheega Bheega Sa Yeh December Hai
- Halka Halka Sa (Remix)
- Khalish Si Hai
- Chocolate (Theme)